# Francesco Gentile
Francesco Gentile (Udine, 18 marzo 1930 – Cima Vallona, 25 giugno 1967) è stato un carabiniere italiano, decorato con la Medaglia d'oro al valor militare alla memoria.

## Biografia
Figlio di un Ufficiale superiore dell'Esercito Italiano decorato di Medaglia d'Argento al Valor Militare nel corso della Prima guerra mondiale e caduto in combattimento sul fronte russo nel 1943.
La sua carriera militare iniziò nel 1949 con l'ammissione alla Scuola militare "Nunziatella" di Napoli. Successivamente frequentò l'Accademia militare di Modena, diventando Sottotenente dell'Esercito italiano. In seguito, transitò nell'Arma dei Carabinieri con il grado di Tenente e fu poi inviato al Battaglione Carabinieri Paracadutisti.
Transitato nel 1958 nell'Arma dei Carabinieri, fu assegnato al comando della Tenenza interna Prima di Bologna (ove gli fu tributato un Encomio solenne per aver assicurato alla giustizia l'autore di un efferato omicidio a scopo di rapina). Promosso Capitano il 29 maggio 1963, dopo aver superato l'88° Corso di Stato Maggiore, conseguendo il titolo "Scuola di Guerra" nel 1966 ottenne i vantaggi di carriera previsti.

Nel febbraio 1967 divenne Comandante della Compagnia Speciale Antiterrorismo del "Reparto Speciale di Rinforzo per l'Alto Adige", a disposizione della Divisione Carabinieri di Milano. Nel giugno di quell'anno, intervenuto al passo di Cima Vallona (Porzescharte) dopo un ennesimo attentato dinamitardo dei separatisti altoatesini del BAS, rimase vittima insieme al Tenente Mario Di Lecce e al Sergente Olivio Dordi, Sabotatori Paracadutisti, di una trappola esplosiva nella cosiddetta strage di Cima Vallona.

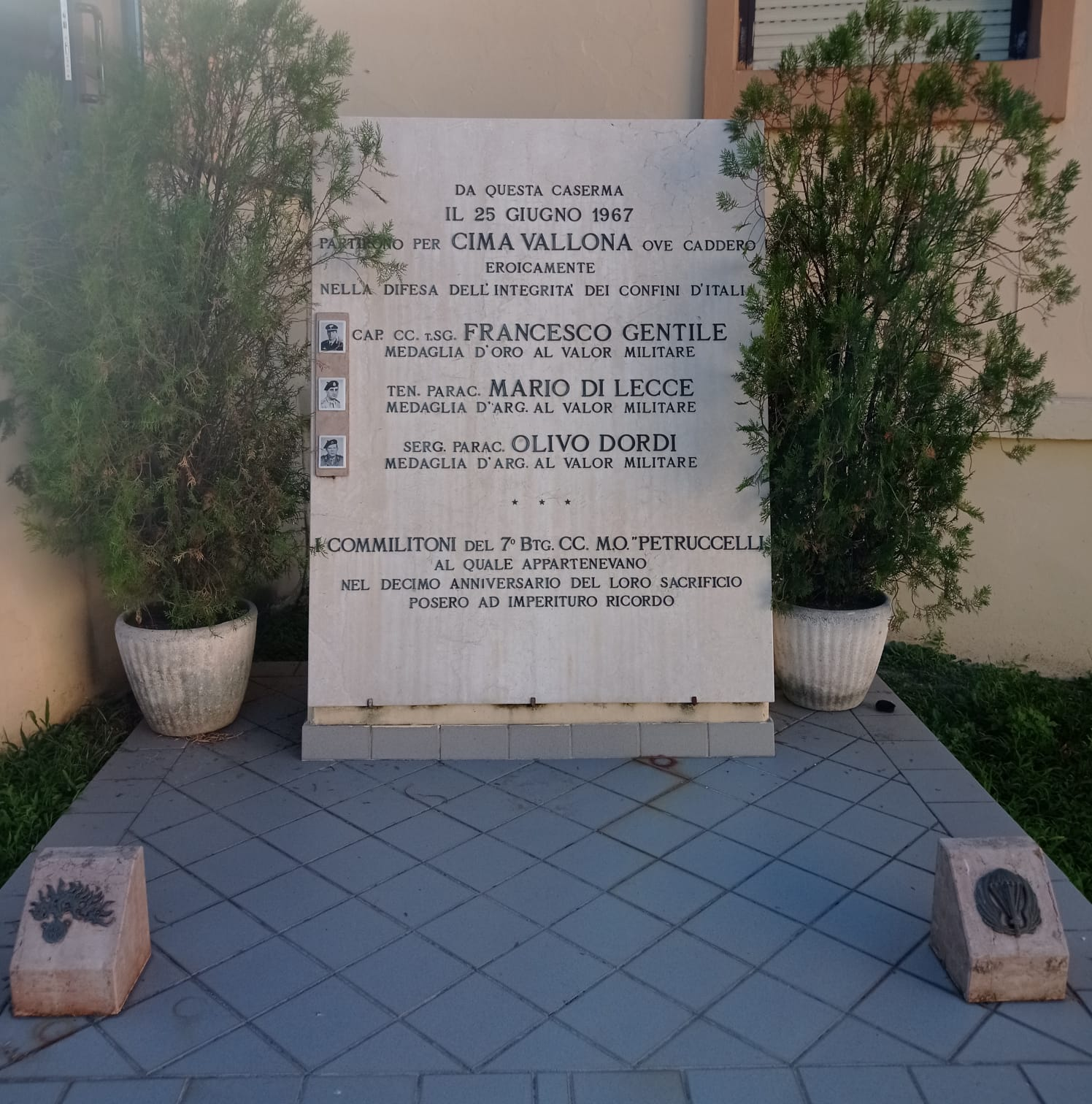
Un memoriale in onore di Francesco Gentile, Mario Di Lecce ed Olivo Dordi al 7º Reggimento carabinieri "Trentino-Alto Adige".

Il 29 marzo 2010 ottenne l'onorificenza di "vittima del terrorismo" per "gli alti valori morali espressi nell'attività prestata presso l'Amministrazione di appartenenza e per i quali, a Cima Vallona, il 25 giugno 1967, venne investito da una trappola esplosiva posta da organizzazioni terroristiche sud-tirolesi".

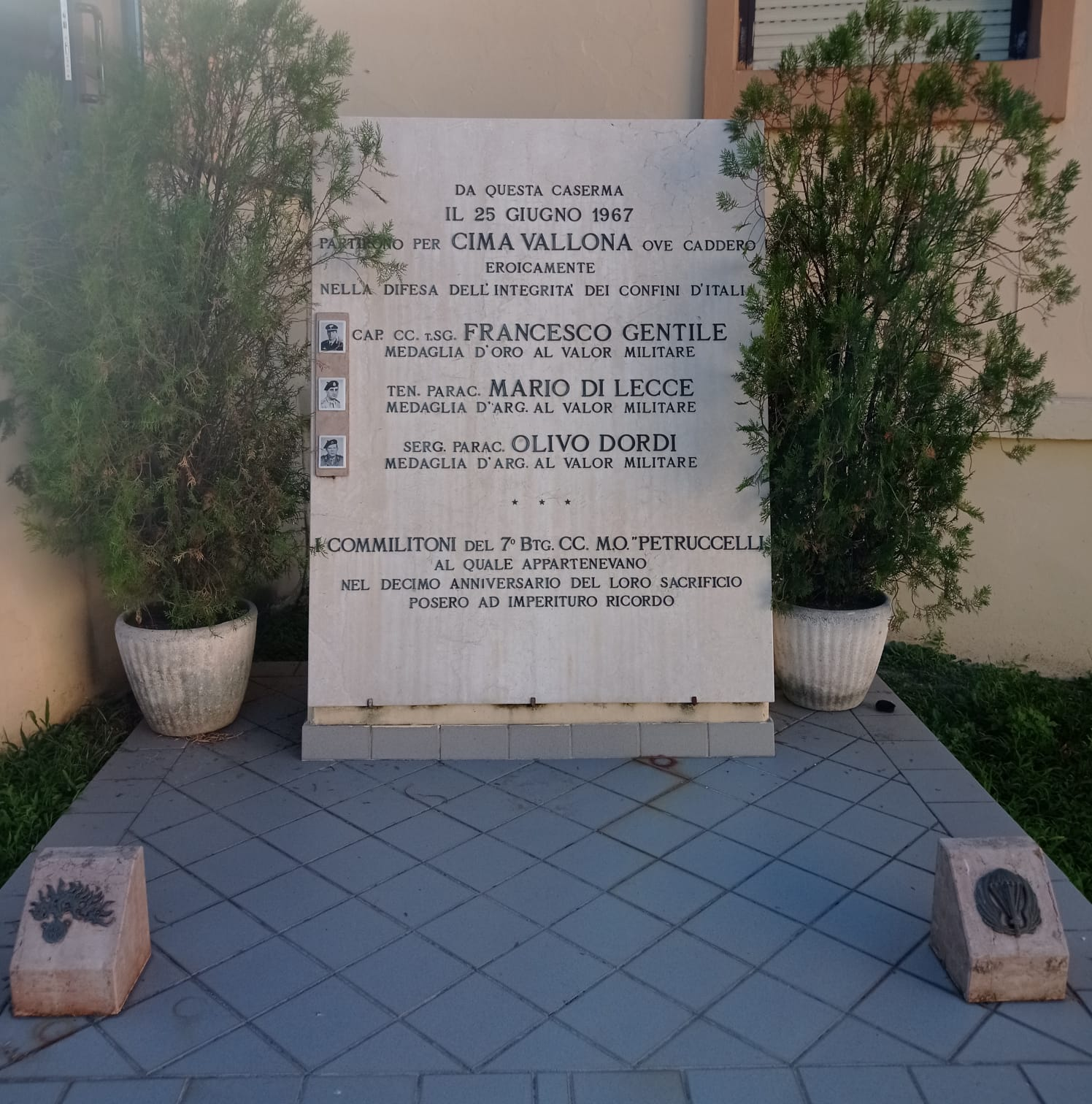
Un memoriale in onore di Francesco Gentile, Mario Di Lecce ed Olivo Dordi al 7º Reggimento carabinieri "Trentino-Alto Adige".